# Fußball-Landesliga Schleswig-Holstein 1968/69
Die Landesliga Schleswig-Holstein wurde zur Saison 1968/69 das 22. Mal ausgetragen und bildete bis zur Saison 1973/74 den Unterbau der zweitklassigen Regionalliga Nord. Vor der Saison war sie von Amateurliga umbenannt worden. Die beiden erstplatzierten Mannschaften durften an der Aufstiegsrunde zur zweitklassigen Regionalliga Nord teilnehmen, die Mannschaften auf den beiden letzten Plätzen mussten in die Verbandsliga absteigen.

## Vereine
Im Vergleich zur Saison 1967/68 veränderte sich die Zusammensetzung der Liga folgendermaßen: Der Heider SV war in die Regionalliga Nord auf-, während keine Mannschaft aus Schleswig-Holstein aus der Regionalliga Nord abgestiegen war. Die beiden Absteiger Polizei SV Kiel und TSV Kücknitz hatten die Landesliga verlassen und wurden durch die drei Aufsteiger BSC Brunsbüttelkoog, Eichholzer SV und Rendsburger TSV ersetzt, die erstmals in der höchsten Liga Schleswig-Holsteins spielten.
| Verein                 | Stadt           | Kreis              | Qualifikation                         |
| ---------------------- | --------------- | ------------------ | ------------------------------------- |
| SV Friedrichsort       | Kiel            |                    | Meister 1967/68                       |
| VfB Kiel               | Kiel            |                    | 3. Platz 1967/68                      |
| Schleswig 06           | Schleswig       | Schleswig          | 4. Platz 1967/68                      |
| FC Holstein Segeberg   | Bad Segeberg    | Segeberg           | 5. Platz 1967/68                      |
| TSV Schlutup           | Lübeck          |                    | 6. Platz 1967/68                      |
| VfR Neumünster         | Neumünster      |                    | 7. Platz 1967/68                      |
| VfL Oldesloe           | Bad Oldesloe    | Stormarn           | 8. Platz 1967/68                      |
| Holstein Kiel Amateure | Kiel            |                    | 9. Platz 1967/68                      |
| Flensburg 08           | Flensburg       |                    | 10. Platz 1967/68                     |
| TSV Lägerdorf          | Lägerdorf       | Steinburg          | 11. Platz 1967/68                     |
| Büdelsdorfer TSV       | Büdelsdorf      | Rendsburg          | 12. Platz 1967/68                     |
| Itzehoer SV Amateure   | Itzehoe         | Steinburg          | 13. Platz 1967/68                     |
| MTV Heide              | Heide           | Norderdithmarschen | 14. Platz 1967/68                     |
| BSC Brunsbüttelkoog    | Brunsbüttelkoog | Süderdithmarschen  | Sieger der Aufstiegsspiele, Staffel A |
| Eichholzer SV          | Lübeck          |                    | Sieger der Aufstiegsspiele, Staffel B |
| Rendsburger TSV        | Rendsburg       | Rendsburg          | Sieger der Aufstiegsspiele, Staffel C |

## Saisonverlauf
Die Meisterschaft und damit die Teilnahme an der Aufstiegsrunde sicherte sich der SV Friedrichsort. Als Zweitplatzierter durfte der VfB Kiel ebenfalls teilnehmen. Beide verpassten den  Aufstieg in die Regionalliga Nord. Die Amateurmannschaft des Itzehoer SV musste die Landesliga nach zwei Spielzeiten verlassem, der TSV Lägerdorf nach sieben Spielzeiten und die Amateurmannschaft von Holstein Kiel nach fünf Spielzeiten.
VfL Oldesloe qualifizierte sich als Dritter für die deutsche Amateurmeisterschaft 1969. Dort schied er im Achtelfinale nach Losentscheid gegen Phönix Bellheim aus.

### Tabelle
| Pl. | Verein                  | Sp. | S  | U  | N  | Tore    | Diff. | Punkte |
| --- | ----------------------- | --- | -- | -- | -- | ------- | ----- | ------ |
| 1.  | SV Friedrichsort (M)    | 30  | 16 | 6  | 8  | 061:380 | +23   | 38:22  |
| 2.  | VfB Kiel                | 30  | 15 | 8  | 7  | 068:360 | +32   | 38:22  |
| 3.  | VfL Oldesloe            | 30  | 16 | 5  | 9  | 055:390 | +16   | 37:23  |
| 4.  | Schleswig 06            | 30  | 14 | 8  | 8  | 069:420 | +27   | 36:24  |
| 5.  | Flensburg 08            | 30  | 13 | 9  | 8  | 057:340 | +23   | 35:25  |
| 6.  | Rendsburger TSV (N)     | 30  | 12 | 11 | 7  | 059:450 | +14   | 35:25  |
| 7.  | FC Holstein Segeberg    | 30  | 12 | 9  | 9  | 046:430 | +3    | 33:27  |
| 8.  | BSC Brunsbüttelkoog (N) | 30  | 14 | 5  | 11 | 051:540 | −3    | 33:27  |
| 9.  | Büdelsdorfer TSV        | 30  | 13 | 6  | 11 | 047:450 | +2    | 32:28  |
| 10. | Eichholzer SV (N)       | 30  | 12 | 6  | 12 | 043:450 | −2    | 30:30  |
| 11. | MTV Heide               | 30  | 10 | 8  | 12 | 051:660 | −15   | 28:32  |
| 12. | TSV Schlutup            | 30  | 9  | 8  | 13 | 036:440 | −8    | 26:34  |
| 13. | VfR Neumünster          | 30  | 5  | 15 | 10 | 046:430 | +3    | 25:35  |
| 14. | Itzehoer SV Amateure    | 30  | 7  | 8  | 15 | 025:440 | −19   | 22:38  |
| 15. | TSV Lägerdorf           | 30  | 4  | 9  | 17 | 042:700 | −28   | 17:43  |
| 16. | Holstein Kiel Amateure  | 30  | 4  | 7  | 19 | 031:800 | −49   | 15:45  |

| (M) | Meister der Amateurliga Schleswig-Holstein 1967/68      |
| (A) | Absteiger aus der Regionalliga Nord 1967/68             |
| (N) | Aufsteiger in die Landesliga Schleswig-Holstein 1968/69 |